# Pont Eiffel d'Ungheni
El pont Eiffel d'Ungheni (en romanès: Podul Eiffel) és un pont sobre el riu Prut i un punt de control entre Moldàvia i Romania. El pont està situat entre Ungheni de Moldàvia i Ungheni de Romania.

## Història
El 18 de maig de 1872 un agent diplomàtic rus, Ivan Alekseevich Zinov'ev, i Gheorghe Costaforu van signar una convenció sobre la unió ferroviària, que es va ratificar el 21 de gener de 1873. L'any següent, el ferrocarril Iaşi-Ungheni es va inaugurar. El ferrocarril Chişinău - Corneşti- Ungheni (construït 1871–1875) el va estrenar l'1 de juny de 1875 l'Imperi Rus en preparació de la guerra russo-turca (1877–1878). Les duanes d'Ungheni es van establir el 1875 després de posar en funcionament el ferrocarril Chişinău-Ungheni-Iaşi.
El 1876, després de la inundació primaveral del riu Prut, el pont ferroviari que unia Bessaràbia i Romania va ser gairebé destruït. El departament de ferrocarrils va convidar Gustave Eiffel a Besaràbia (Moldàvia) per redissenyar i reconstruir el pont, que es va inaugurar el 21 d'abril de 1877, només tres dies abans de l'esclat de la guerra russo-turca (1877–1878). El 23 d'abril de 1877, les tropes russes van entrar a Romania a Ungheni i, l'endemà, Rússia va declarar la guerra a l'Imperi Otomà. Avui en dia, el pont continua sent una construcció posicionada estratègicament sota la supervisió dels guàrdies fronterers.
A la ciutat de Iaşi, Gustave Eiffel també va construir-hi el Grand Hotel Traian (1882).

## Galeria

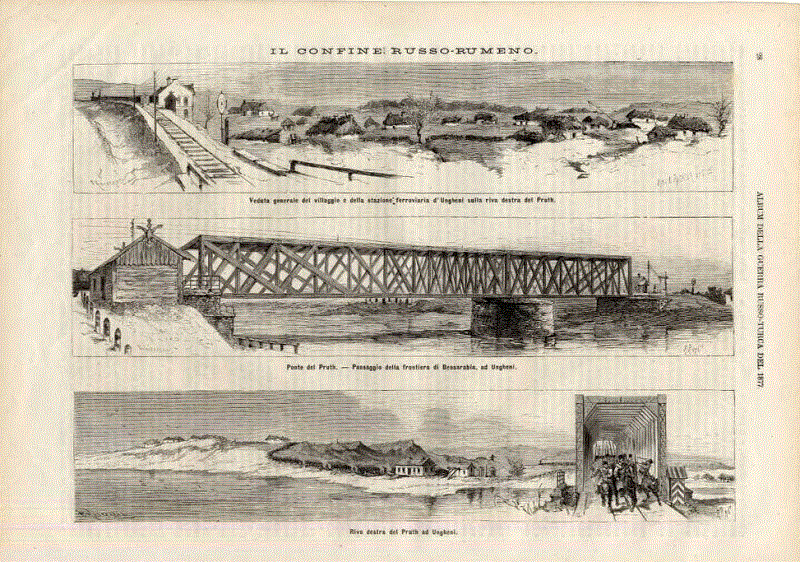
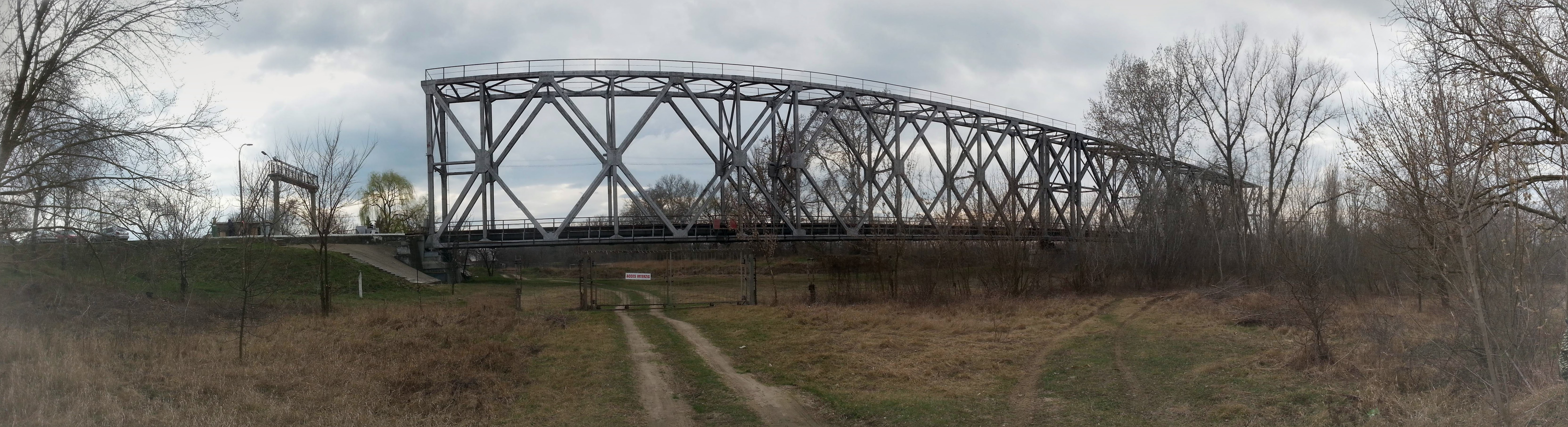
Fotografia panoràmica del pont el 2016
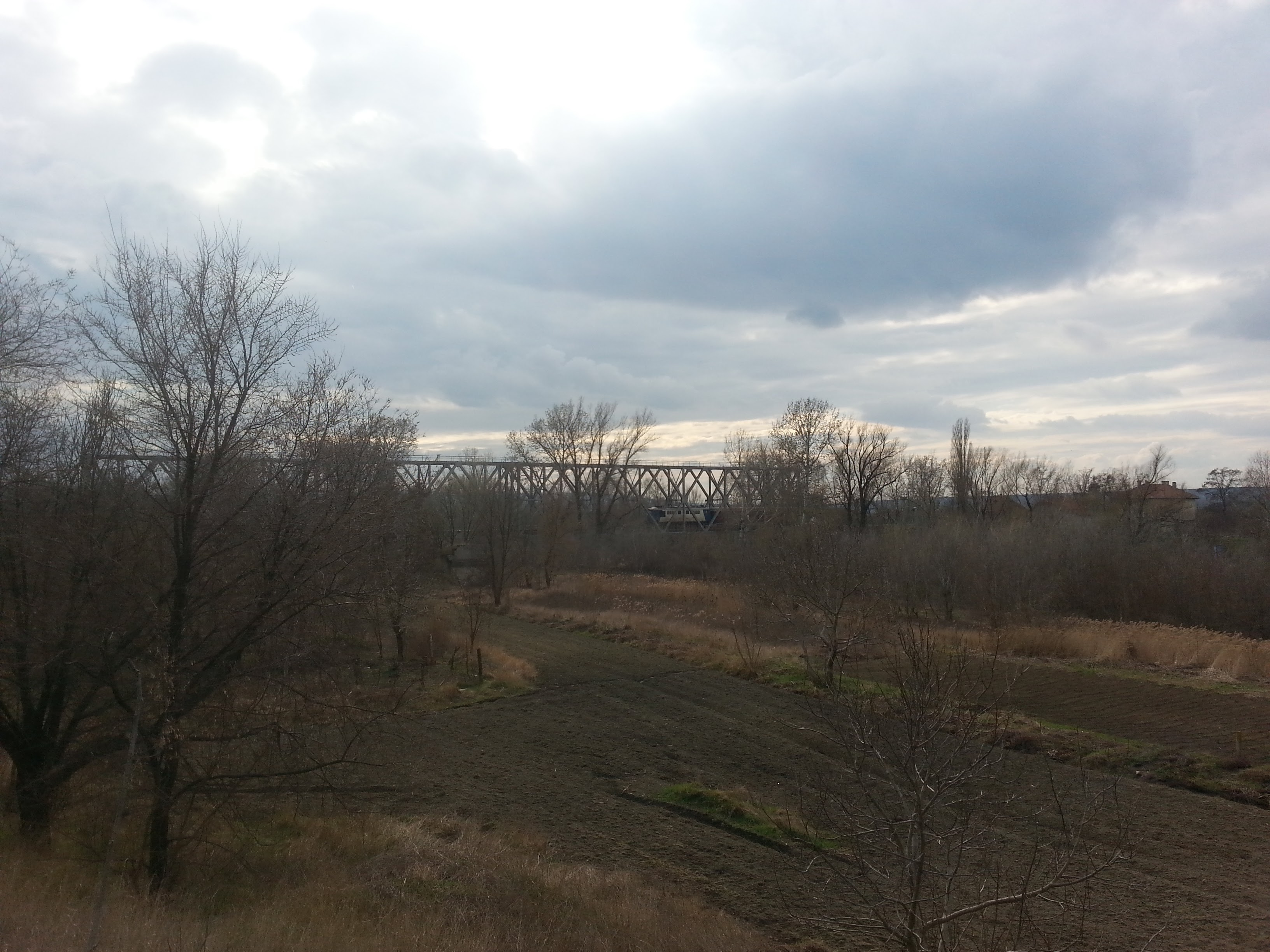
Una mirada a distància al pont